# Bartąg
Bartąg (deutsch Groß Bertung, 1928 bis 1945 Bertung) ist eine Ortschaft in der Landgemeinde Stawiguda (Stabigotten) im Powiat Olsztyński (Kreis Allenstein), Woiwodschaft Ermland-Masuren in Polen.

## Geographische Lage
Bartąg liegt westlich des Klein Bertunger Sees (polnisch Jezioro Bartąg) an der Łyna (Alle) im Westen der Woiwodschaft Ermland-Masuren. Bis zur Kreis- und Woiwodschaftshauptstadt Olsztyn (deutsch Allenstein) sind es sieben Kilometer.

## Geschichte

### Groß Bertung (bis 1928)

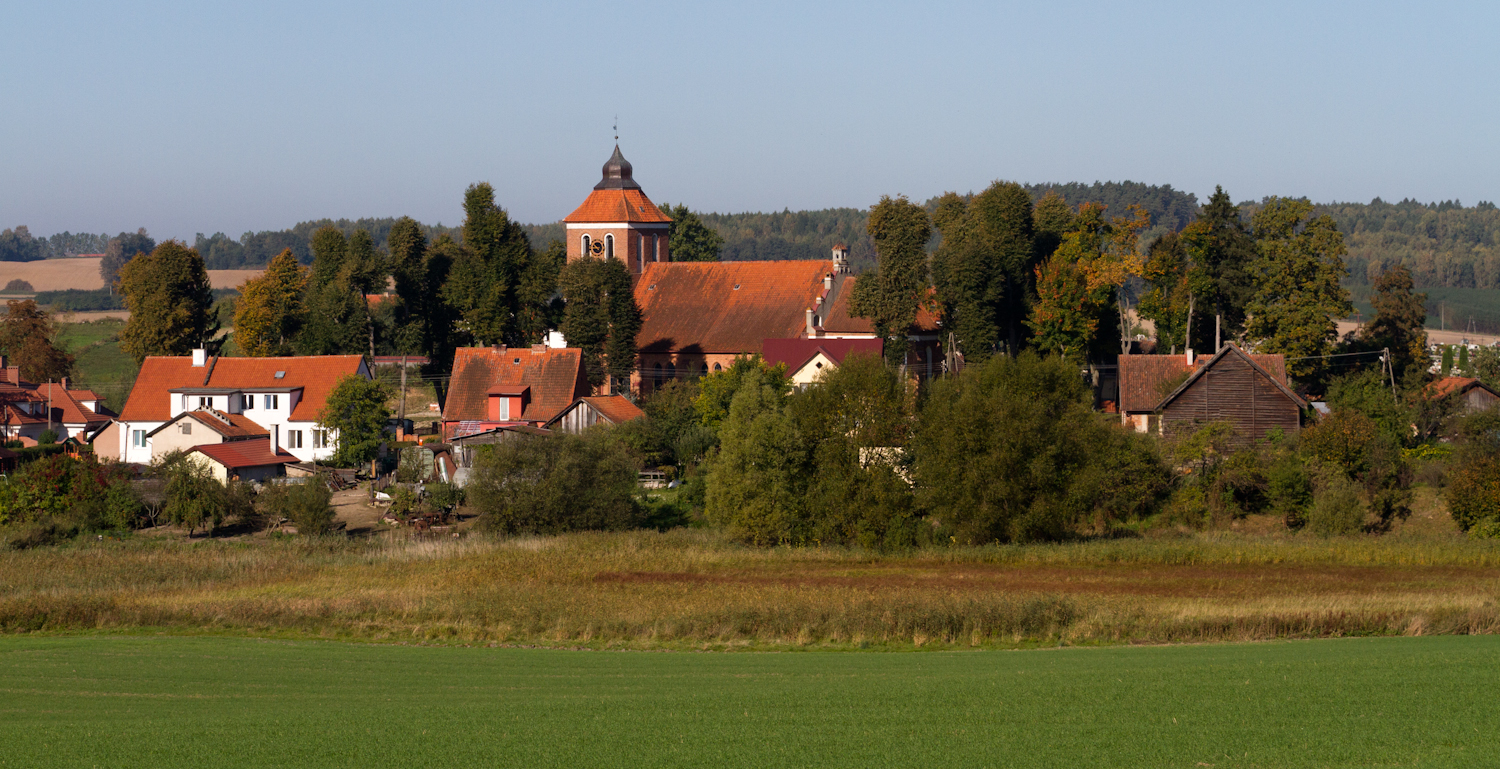
Blick auf Bartąg (-Groß Bertung)

In der Nähe des Dorfes befinden sich Siedlungsreste aus der jüngeren Steinzeit. Dort wurde auch goldener Schmuck aus dem 6.–7. Jahrhundert gefunden. Das Dorf wurde 1335 (erste Erwähnung im Jahre 1317 als „ville Bertingen“) auf einer alten prussischen Siedlung Bertyngen vom Prussen mit dem Namen Mekede gegründet. Frühere Namen des Dorfes waren Bertingshusen und Deutsch Bertung bzw. noch vor 1785 Groß Bertung.
Die Bedeutung des Ortsnamens ist unsicher. Er kann sich von mnd. „bert(l)ing“ (Klosterbruder) oder von prußisch „berti“ (streuen, schütten) ableiten. 
Anfang des 16. Jahrhunderts wirkte hier auch Nikolaus Kopernikus. Im Krieg zwischen Polen und dem Deutschen Orden (1519–1521) wurde das Dorf vollständig zerstört. Ab dem Jahr 1521 haben sich neue Siedler in Bertung niedergelassen. Bereits im 16. Jahrhundert existierten hier eine Schule und ein Wirtshaus. 
Im Jahre 1681 ist ein Teil des Dorfes verbrannt, einschließlich der Pfarrkirche. 1724 wurde diese unter Pfarrer Maciej Mólier (1716–1740) als Backsteinbau wieder aufgebaut. Der Kirchturm wurde erst im Jahre 1800 fertiggestellt.
Als am 7. Mai 1874 der Amtsbezirk Klein Bertung (polnisch Bartążek) im ostpreußischen Kreis Allenstein errichtet wurde, war Groß Bertung eines der dort eingegliederten Orte.
Im Jahre 1910 zählte Groß Bertung 588 Einwohner.
Aufgrund der Bestimmungen des Versailler Vertrags stimmte die Bevölkerung im Abstimmungsgebiet Allenstein, zu dem Groß Bertung gehörte, am 11. Juli 1920 über die weitere staatliche Zugehörigkeit zu Ostpreußen (und damit zu Deutschland) oder den Anschluss an Polen ab. In Groß Bertung stimmten 360 Einwohner für den Verbleib bei Ostpreußen, auf Polen entfielen 40 Stimmen.
Am 30. September 1928 wurde der Nachbargutsbezirk Klein Bertung (polnisch Bartążek) mit dem Vorwerk Neu Bertung (polnisch Owczarnia) in die Landgemeinde Groß Bertung eingegliedert. Zeitgleich wurde die neu entstandene Gemeinde in „Bertung“ umbenannt.

### Bertung (1928 bis 1945)

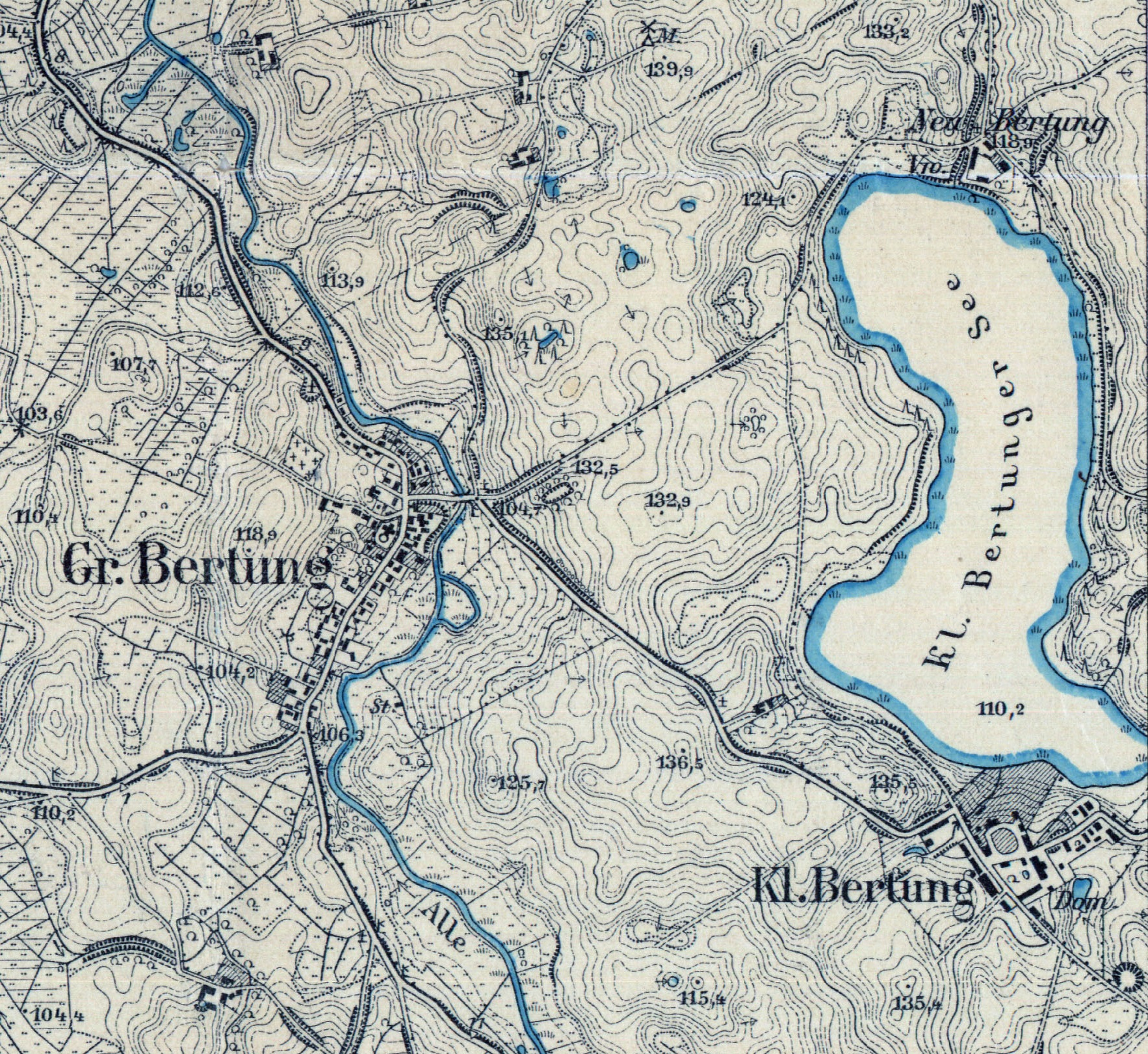
Die drei Bertung-Orte auf einer Karte von 1914

Die Gesamtzahl der Einwohner der Gemeinde Bertung belief sich im Jahre 1933 auf 862.
1934 wurde die Kirche in Groß Bertung unter Pfarrer Otto Langkau (1871–1945), der von den sowjetischen Soldaten erschossen wurde, im zwei Seitenschiffe erweitert. Die Einwohnerzahl betrug im Jahre 1939 insgesamt 798.
In Kriegsfolge musste 1945 das gesamte südliche Ostpreußen an Polen abgetreten werden. Bertung erhielt in diesem Zusammenhang die polnische Namensform „Bartąg“.

### Bartąg (seit 1945)

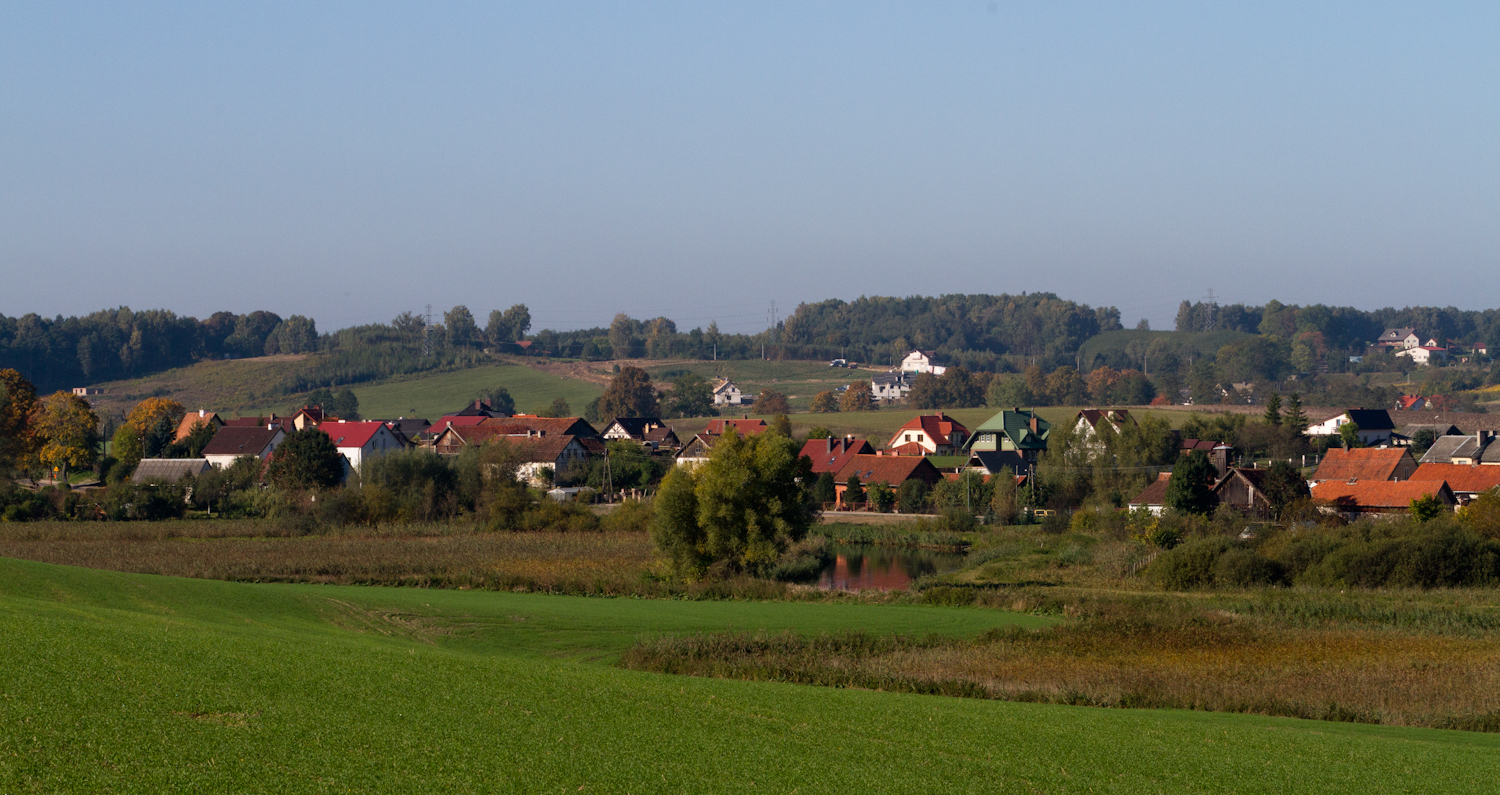
Blick auf Bartąg (Bertung)

Das Dorf Bartąg gehört heute zur Landgemeinde Gmina Stawiguda (Stabigotten) im Powiat Olsztyński (Kreis Allenstein), von 1975 bis 1998 der Woiwodschaft Olsztyn, seither der Woiwodschaft Ermland-Masuren zugehörig. Der Ort profitiert von seiner Lage im „Speckgürtel“ der Woiwodschaftshauptstadt Olsztyn (Allenstein) noch innerhalb der neu entstandenen Südumfahrung der Stadt durch die Schnellstraßen S 16 und S 51.  Es sind einige öffentliche Einrichtungen im Betrieb; ein Kindergarten, ein Lebensmittelladen und eine Arztpraxis. Die Schule wurde nach Ruś (Reußen) bzw. für ältere Jahrgänge nach Stawiguda (Stabigotten) verlegt. Die Poststelle befindet sich in Jaroty (Jomendorf).

## Kirche

### Evangelisch
Eine evangelische Kirche gab und gibt es in (Groß) Bertung resp. Bartąg nicht. 
Das Dorf (Groß) Bertung war bis 1945 in das Kirchspiel der Evangelischen Kirche Allenstein in der Kirchenprovinz Ostpreußen der Kirche der Altpreußischen Union eingegliedert. Entsprechend gehört Bartąg heute zur Christus-Erlöser-Kirche Olsztyn in der Diözese Masuren der Evangelisch-Augsburgischen Kirche in Polen.

### Römisch-katholisch

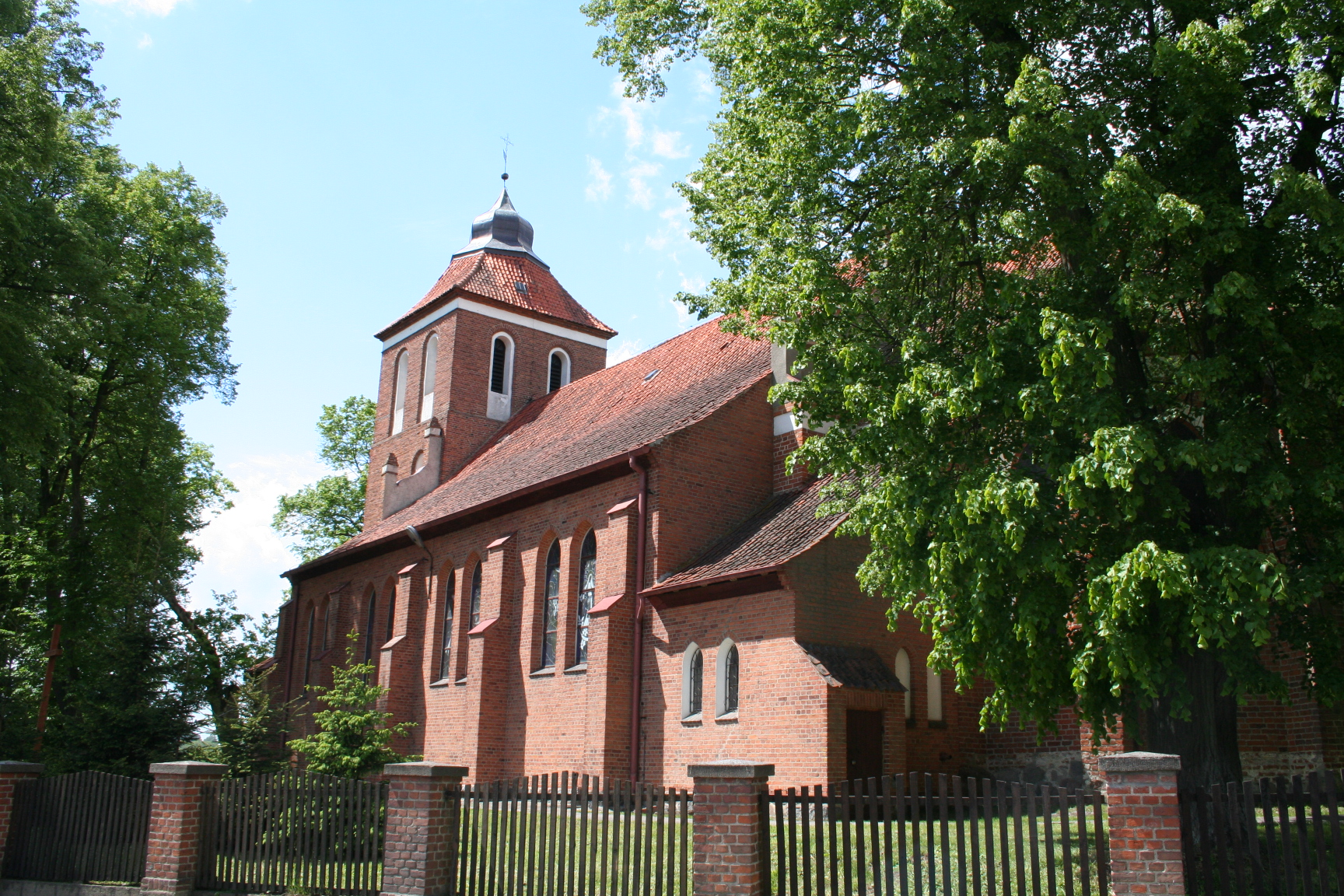
Die einst Groß Bertunger Pfarrkirche in Bartąg

Die einst Groß Bertunger Pfarrkirche im jetzigen Bartąg weist auf ein sehr langes Bestehen einer Kirchengemeinde hin. Sie war römisch-katholischer Konfession und ist es bis heute geblieben. Das Gotteshaus, das schon ursprünglich dem Evangelisten Johannes gewidmet war, trägt heute den amtlichen Namen „Kirche St. Johannes Evangelist und Zur Göttlichen Vorsehung“ (polnisch Kościół Św. Jana Ewangelisty i Opatrzności Bożej). Die Pfarrei Bartąg gehört zum Dekanat Olsztyn IV - Jaroty (Allenstein-Jomendorf) im Erzbistum Ermland. In die Pfarrei eingegliedert sind die Orte: Dorotowo (Darethen), Gągławki (Ganglau), Jaroty (Jomendorf), Majdi (Mauden), Ruś (Reußen) und Tomaszkowo (Thomasdorf).
In der Ortschaft Bartąg gibt es heute eine zweite Pfarrei, und zwar in Bartążek, dem ehemaligen Klein Bertung. Sie wurde am 17. August 2007 errichtet und gehört ebenfalls zum Dekanat Olsztyn IV - Jaroty im Erzbistum Ermland.

## Sehenswürdigkeiten
- Spätgotische Kirche
- Im Osten des Ortes liegt der Jezioro Bartąg (Klein Bertunger See), ein beliebter Badesee.

## Verkehr
Bartąg ist ein bedeutender Straßenkreuzungspunkt. Mehrfach besteht eine Straßenanbindung zur Stadt Olsztyn, aber auch führen mehrere Nebenstraßen aus der Nachbarregion in den Ort. 
Bartąg ist selbst Bahnstation und liegt an der PKP-Linie 216: Działdowo–Olsztyn. Der Bahnhof liegt 1,5 Kilometer westlich des Ortes und besteht seit 1889, auch wenn das Stationsgebäude heute eine anderweitige Verwendung findet. Der Stationsname lautete von 1889 bis 1929 Groß Bertung, von 1929 bis 1945 Bertung, und heißt seit 1945 Bartąg.

## Persönlichkeiten des Ortes

### Aus dem Dorf gebürtig
- Hubert Marquitan, (* 3. November 1937 in Bertung), deutscher Generalleutnant

### Mit dem Dorf verbunden
- Otto Langkau (1871–1945), deutscher römisch-katholischer Geistlicher, Pfarrer in Bertung, Märtyrer, wurde am 21. Januar 1945 im Pfarrhaus in Bertung von Rotarmisten erschossen
- Paul Langkau (1903–1945), deutscher römisch-katholischer Geistlicher, Pfarrer in Bertung, Märtyrer, wurde in die Sowjetunion verschleppt und starb im Mai 1945 im Lager bei Swerdlowsk am Ural
- Ingrid Wagner-Andersson (1905–1970), deutsche Malerin und Zeichnerin, von ihr stammt das Aquarell „Groß Bertung - Kirchdorf im Kreis Allenstein“